# Wadim Jurjewitsch Karpow
Wadim Jurjewitsch Karpow (russisch Вадим Юрьевич Карпов; engl. Transkription: Vadim Yuryevich Karpov; * 14. Juli 2002 in Kotlas) ist ein russischer Fußballspieler, der beim Erstligisten ZSKA Moskau unter Vertrag steht. Der Innenverteidiger ist seit August 2018 russischer U17-Nationalspieler.

## Karriere

### Verein
Wadim Karpow wurde in Kotlas geboren und begann dort bereits früh mit dem Fußballspielen. Im Jahr 2009 zog er mit seiner Familie nach St. Petersburg, wo er sich der Nachwuchsabteilung des Lokalvereins Zenit St. Petersburg anschloss. Dort begann er als Stürmer, wurde jedoch bald als Torwart eingesetzt. Aufgrund dessen wechselte er alsbald in die SShOR Zenit St. Petersburg, eine Sportschule. Im Alter von 15 Jahren wurde er zu Probetrainings bei der Lokomotive Moskau und des ZSKA Moskau eingeladen. Bei letzter landete er schließlich. Dort spielte er für die Juniorenmannschaft und wurde zur Saison 2019/20 mit 17 Jahren in den Kader der ersten Mannschaft von Cheftrainer Wiktar Hantscharenka befördert.
Am 19. September 2019 kam er bei der 1:5-Auswärtsniederlage gegen den bulgarischen Verein Ludogorez Rasgrad in der UEFA Europa League 2019/20 zu seinem Debüt für die erste Mannschaft, da fünf Verteidiger verletzt ausfielen und er so in die Startformation rückte. Auch drei Tage später stand er beim 3:2-Heimsieg in der Premjer-Liga gegen den FK Krasnodar in der Startelf. Trotz der allmählichen Rückkehr der verletzten Verteidiger hielt sich Karpow in der Aufstellung Hantscharenkas und etablierte sich als Stammspieler in der Innenverteidigung.

### Nationalmannschaft
Zwischen November 2017 und April 2018 bestritt Karpow 13 freundschaftliche Länderspiele für die russische U16-Nationalmannschaft.
Seit August 2018 ist er russischer U17-Nationalspieler.